# 22810 Rawat
22810 Rawat este un asteroid din centura principală de asteroizi.

## Descriere
22810 Rawat este un asteroid din centura principală de asteroizi. A fost descoperit pe 7 septembrie 1999 la Socorro, New Mexico, în cadrul proiectului LINEAR. Asteroidul prezintă o orbită caracterizată de o semiaxă mare de 2,31 ua, o excentricitate de 0,12 și o înclinație de 3,7° în raport cu ecliptica.